# Guacamayas
Guacamayas es un municipio colombiano ubicado al norte del departamento de Boyacá, sobre la Cordillera Oriental en la microcuenca del río Nevado y hace parte de Provincia de Gutiérrez. Esta provincia está conformada además por los municipios de Güicán, Chiscas, El Cocuy , El Espino, Panqueba. Se encuentra a 283 km de Tunja, capital del departamento.

## Toponimia

### Origen lingüístico[3]
- Familia lingüística: Arawak
- Lengua: Taino

### Significado
La voz guacamaya se origina en la lengua taíno, palabra de uso común en las Antillas e Hispanoamérica y nombra una especie de papagayo.

### Origen / Motivación
Guacamayas es una palabra que hace referencia a las aves tropicales de la familia de las Psitácidas, llamadas Guacamayos. Este nombre representa el uso que le dieron los españoles a la lengua del pueblo Taino como general-vehicular. Al ser la isla de La Española, hoy Haití y República Dominicana, el primer asentamiento occidental en las Américas y el Caribe y territorio originario de la etnia Taína, los europeos consolidaron su política de dominación desde allí, al instaurar cátedras de la lengua castellana y taína y llevar a la isla indígenas prisioneros tomados en tierras continentales e insulares.

## Historia
En la época precolombina, el territorio del actual municipio de Guacamayas estuvo habitado por los indígenas Laches. Los indígenas del dominio del zaque de Tunja informaron a Hernán Pérez de Quesada de que en la región que actualmente es la Provincia de Gutiérrez existía un santuario denominado «Casa del Sol», con riquezas representadas en abundante oro. Pérez de Quesada, con el objeto de obtener el tesoro, partió con algunos hombres en su búsqueda, marchando por territorio de Chita, El Cocuy y Panqueba pasando por el territorio de Guacamayas.
El primer alcalde pedáneo lo tuvo el municipio en 1764, cuando el Virrey Pedro Mesía de la Cerda emitió en Santa Fe de Bogotá un decreto de nombramiento para Francisco de Cuadros, el 14 de junio de ese año. Guacamayas de adhirió a la Insurrección de los comuneros de El Socorro y San Gil en 1781. Algunos habitantes de Guacamayas se dirigieron hacia Zipaquirá para unirse a la marcha de Juan Francisco Berbeo, dirigidos por Gregorio Vilches.
Los oficios que se practican en Guacamayas son de nuestros antepasados. Se aprendían desde muy pequeños y todo era para las necesidades de la casa. En fique y paja, mediante la utilización de la técnica de tejido enrollado en espiral, se hacían canastos, sombreros y pesas para medir los granos en los mercados; así mismo cajas "cuarteronas" para medir cantidades de granos más grandes porque no exista la medida de la arroba.

## Geografía
Límites del municipio
El municipio de Guacamayas limita al norte con los municipios de Macaravita (Santander) y El Espino; al Oriente con El Espino y Panqueba; al sur con El Cocuy y al occidente con San Mateo.
Datos del municipio
- Extensión total: 59.83 km²
- Extensión área urbana: 0.71 km²
- Extensión área rural: 59.12 km²
- Población: 2,132
- Cabecera: 566
- Resto: 1,566
- Altitud: 2296 m s. n. m.

Temperatura media: 18 °C
Distancia de referencia: Tunja 283 km, capital del departamento de Boyacá y a una distancia de Bogotá, 371 km la capital de Colombia.
El sector rural de Guacamayas está integrado por 8 veredas:
- Chiscote
- Resumidero (sector sur de Chiscote)
- La palma
- Guiragón
- Chichimita
- Uragón
- Chiveche
- Ritanga (sector norte de El Chiveche)
- La Laguna
- Alisal

## Economía
El territorio del municipio está formado en su mayoría por pequeños minifundios; las actividades productivas principales son: 
- Agricultura: se cultiva papa, maíz, fríjol y trigo, en menor proporción haba, arveja, tabaco y hortalizas que son cultivos transitorios y cultivos permanentes como el café, caña de azúcar, chirimoya, guayaba y mora.
- Ganadería: con tipos de ganado de tipo ovino, caprino, bovino, porcino, equino.
- Silvicultura: existen árboles introducidos como eucaliptus, pino y sauce.
- Minería: algunos yacimientos de carbón, canteras de arena, gravilla y piedra, la extracción de arcilla se destina a la elaboración de ladrillo.
- Artesanías: los indígenas Laches, quienes fueron los primeros pobladores de esta región, introdujeron la cestería en fique, cuya técnica es el tejido en rollo, que consiste en cubrir un alma de paja blanca con hilos de fique de diversos colores. La elaboración de la artesanía es totalmente manual, desde el tratamiento que se le hace al fique hasta el tejido del producto.

## Artesanías

### Técnica
Para elaborar cualquier obra en fique y paja de las que se producen en el municipio los artesanos realizan varias tareas:
1° Preparación de las materias primas
Hace unos años cada quien salía a los caminos y al monte en busca de la materia prima que se encontraba en abundancia cubriendo las laderas de las montañas, en los patios de las casas y en las calles del pueblo. El fique que había cumplía las funciones de encierro y protección de los predios. Nadie mezquinaba una mata de maguey y mucho menos la paja, que solo eran utilizados para hacer los lazos de los animales y en ocasiones para alimentarlos.
Ninguno de los habitantes tenía la necesidad de comprar estos materiales, no se sufría porque no había la demanda que tienen hoy en día y tampoco existía quien los comprara. La paja se compra o se recolecta en los alrededores del pueblo o bien arriba de la montaña, el fique se adquiere por medio de un proveedor del departamento de Santander.

## Vías de comunicación
Existen dos vías de acceso al municipio luego de llegar a Soatá: la primera por la vía que pasa por Boavita, La Uvita y San Mateo y la otra rodeando por Capitanejo, hasta El Espino.

## Turismo
Murales: los murales que están repartidos por todo el municipio son una muestra de la belleza y de las capacidades artísticas de los habitantes.
El parque del reciclaje: Ubicado a las afueras del municipio, se encuentra el parque de reciclaje, un lugar hermoso, creado por los mismos habitantes donde podemos encontrar barios objetos realizados a partir de piezas recicladas tales como, materas, sillas, esculturas, entre otros, proporcionando así un uso extra a todas las cosas que consideramos que ya no nos son útiles.
Los artesanos de Guacamayas se han dedicado en su gran mayoría a elaborar productos de cestería con técnicas como las de fique enrollado sobre un armante de paja blanca, considerándose este, como uno de los oficios artesanales más reconocidos y representativos de este pueblo boyacense.